# Artemij Prysiażniuk
Artemij Wasylowycz Prysiażniuk (ukr. Артемій Васильович Присяжнюк; ur. 14 września 1947 we wsi Krugliki, zm. 12 lutego 2017 w Czerniowcach) – ukraiński artysta, monumentalista. We wczesnych latach tworzył dzieła z zakresu sztuki monumentalnej, tkactwa artystycznego, malarstwa sztalugowego i rzeźby. Malarstwo w nurcie sztuki niefiguratywnej stało się głównym kierunkiem twórczości późnego okresu artysty. Brał udział w wielu regionalnych, ogólnoukraińskich i międzynarodowych wystawach i pokazach. Jego prace są przechowywane w Czerniowieckim Muzeum Sztuki, Muzeum W. Iwasiuka oraz w kolekcjach prywatnych. Był członkiem Narodowego Związku Artystów Ukrainy (1990) i posiadał tytuł Zasłużonego Artysty Ukrainy.

## Biografia

### Dzieciństwo
Artemij Prysiażniuk uczył się w szkole średniej w Kruglikach. W 1965 roku, po ukończeniu szkoły, rozpoczął pracę jako nauczyciel rysunku w szkole.

### Edukacja i kariera
Od 1967 do 1971 r. studiował w Wyżnickiej Szkole Sztuk Stosowanych (obecnie Wyżnicka Szkoła Sztuk Stosowanych imienia W. J. Szkribliaka) na wydziale projektowania artystycznego wyrobów przemysłowych z metalu i tworzyw sztucznych. Tam zaczął doskonalić się w rzeźbie, monetarstwie i rzemiośle w drewnie.
Po ukończeniu szkoły, w 1971 roku rozpoczął pracę w biurze projektowym Chmielnickiego Zakładu Transformatorowego. Od 1972 r. pracował w Czerniowieckim Kombinacie Artystyczno-Produkcyjnym, gdzie zajmował się rzeźbą, grawerowaniem i witrażami.
W latach 1974–1979 studiował we Lwowskim Państwowym Instytucie Sztuki Użytkowej i Dekoracyjnej, który ukończył z wyróżnieniem. W tym samym okresie zapoznał się z pracami Danylo Dowboszynskiego i Karola Zwirynskiego, którzy pracowali w tym czasie w instytucie i mieli duży wpływ na ukształtowanie struktury kompozycyjnej jego późniejszych prac.

### Okres 1980-1990
Po ukończeniu Instytutu Lwowskiego w 1979 r. Artemij Prysiażniuk przeniósł się do Czerniowców, gdzie rozpoczął pracę w Fundacji Sztuki Czerniowieckiego Związku Artystów Ukrainy. Pierwszą pracą był obraz w restauracji „Dniestr” (1980). Następnie powstał monumentalny cykl „Sztuka Rusi Kijowskiej” w restauracji „Kijów” (1983).
W 1982 roku stworzył mozaikę „Rozkwitaj, Bukowino!” w Czerniowcach.
W 1986 roku Prysiażniuk wykonał monumentalny grawerunek na fasadzie Domu Kultury we wsi Taraszana w obwodzie czerniowieckim. Jednocześnie artysta aktywnie zaangażowany był w samokształcenie w kierunku modernistycznych praktyk artystycznych.
Pod koniec lat 80. Artemij Prysiażniuk, będąc u szczytu swojej kariery twórczej, wykonał znaczną liczbę projektów monumentalnych dzieł. Dziesiątki paneli mozaikowych, obrazów, witraży i gobelinów pozostały niezrealizowane z powodu kryzysu gospodarczego i późniejszego zakończenia istnienia ZSRR. Większość szkiców zachowała się i znajduje się w kolekcji rodziny artysty. W tamtych latach Artemij Prysiażniuk zdobył największe uznanie za swoje prace w dziedzinie tkactwa artystycznego. W 1990 roku w Miejskim Domu Kultury w Pierwomajsku w obwodzie mikołajowskim wykonano w technice tkactwa artystycznego wielkoformatową tkaną zasłonę.

### Okres 1990-2000
Od lat 90. Artemij Prysiażniuk koncentrował się na malarstwie, pracując w różnych gatunkach i technikach. Prace z tego okresu pokazują przejście artysty do konwencjonalności w przedstawianiu form świata rzeczywistego, większą dekoracyjność i płaskość elementów. Prace zbudowane są na wyrazistości linearnych rytmów, purystycznej prostocie i ekspresyjnych konturach. Malownicza powierzchnia tych prac nabiera empatycznie namacalnych faktur.
Oprócz malowania, tworzy wiele tablic pamiątkowych znanych bukowińskich i ukraińskich osobistości.

### Okres 2000-2010
Prace z lat 2000–2010 odzwierciedlają stany emocjonalne i postrzeganie współczesnych wydarzeń poprzez skojarzenia, proporcje barwnych plam, grę różnych faktur i form itp.

### Okres 2010-2015
W tym okresie prace Prysiażniuka wykazują przejście do kompozycji abstrakcyjnych. Kształtuje się rozpoznawalny autorski charakter pisma, w którym faktura jest integralną częścią koloru, a warstwy farby dodają głębi i złożoności.
Artemij Prysiażniuk ucieka się również do prac minimalistycznych. W 2012 roku u Artemija Prysiażniuka zdiagnozowano nieuleczalną chorobę. W wyniku ryzykownej operacji i wieloetapowego złożonego leczenia udało mu się przeżyć prawie pięć lat. Artysta kontynuował pracę i stworzył cykl niefiguratywnych obrazów. Okres ten stał się etapem najbardziej produktywnej realizacji pomysłów malarskich.

## Główne dzieła
- Obraz w restauracji „Dniestr” (1980)
- Mozaika „Rozkwitaj, Bukowino!” (1982, współautor: Iwan Wihrenko)
- Obraz „Sztuka Rusi Kijowskiej” (1983)
- Tryptyk gobelinowy „Muzyka” (1988)
- Dyptyk gobelinowy „Harmonia” (1988)
- Obraz na płótnie „Kto nas ochroni” (1988)
- Obraz na płótnie „Szkoła z internatem” (1988)
- Gobelin „Południe (Dedykowane rodzicom)” (1989)
- Obraz na płótnie „Pamięci nienarodzonych” (1990)
- Obraz na płótnie „U progu” (1990)
- Obraz na płótnie „Czerniowce. Sierpień 88" (1990)
- Gobelin „Kurtyna” (1990)
- Gobelin „Złote runo” (1990)
- Obraz na płótnie „Dzień smutku” (1990)
- Obraz na płótnie „Sen” (1990)
- Obraz na płótnie „Martwa natura” (1990)
- Obraz na płótnie „Formacja” (1990)
- Obraz na płótnie „Przebudzenie” (1990)
- Obraz na płótnie „Ofiarowanie Pańskie” (1991)
- Obraz na płótnie „Inspiracja” (1991)
- Tablica upamiętniająca Pawłowa Kaspruka (1992)
- Obraz na płótnie „Anioł Stróż” (1992)
- Tablica upamiętniająca Jewgenija Hakmana (1993)
- Tablica upamiętniająca Olega Olżicza (1998)
- Obraz na płótnie „I radość i smutek” (2000)
- Obraz na płótnie „Błogosław, Boże” (2008)
- Obraz na płótnie „Serhij Paradżanow w promieniach chwały” (2008)
- Obraz na płótnie „Rycerze Czerwonej Ruty” (2009)
- Tablica upamiętniająca Nazariewa Jaremczuka (2012)
- Obraz na płótnie „Równowaga uczuć” (2014)
- Obraz na płótnie „Pole grawitacyjne” (2015)
- Obraz na płótnie „Powódź pokoju” (2015)
- Obraz na płótnie „Taki nastrój” (2015)
- Obraz na płótnie „Niebiańska kula” (2015)
- Obraz na płótnie „Skrzyżowanie kolorów” (2015)
- Obraz na płótnie „Zastygnij, chwilo” (2016)
- Obraz na płótnie „Powoli” (2016)

## Osiągnięcia
Zasłużony Artysta Ukrainy (2009)

## Upamiętnienie
14 września 2017 r. w Centrum Kultury Wernisaż w Czerniowcach odbyła się wystawa Artemija Prysiażniuka z okazji jego 70. urodzin. Większość prac nigdy nie była wystawiana i jest dziełem artysty z ostatnich lat jego życia.
16 grudnia 2022 r. we wsi Kruglik w obwodzie czerniowieckim na cześć Artemija Prysiażniuka nazwano jedną z ulic.

## Galeria

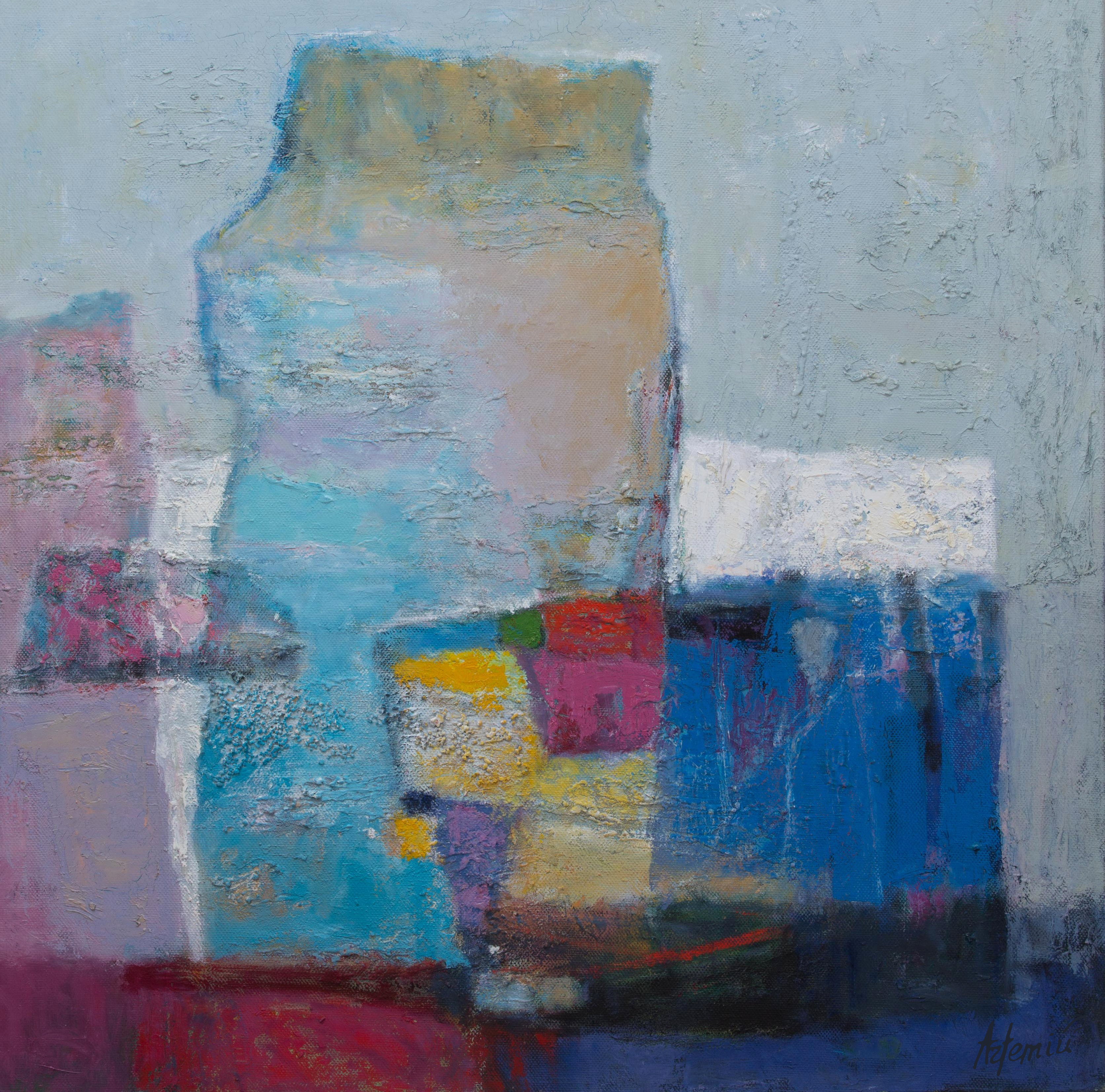
Silhouettes, 2015
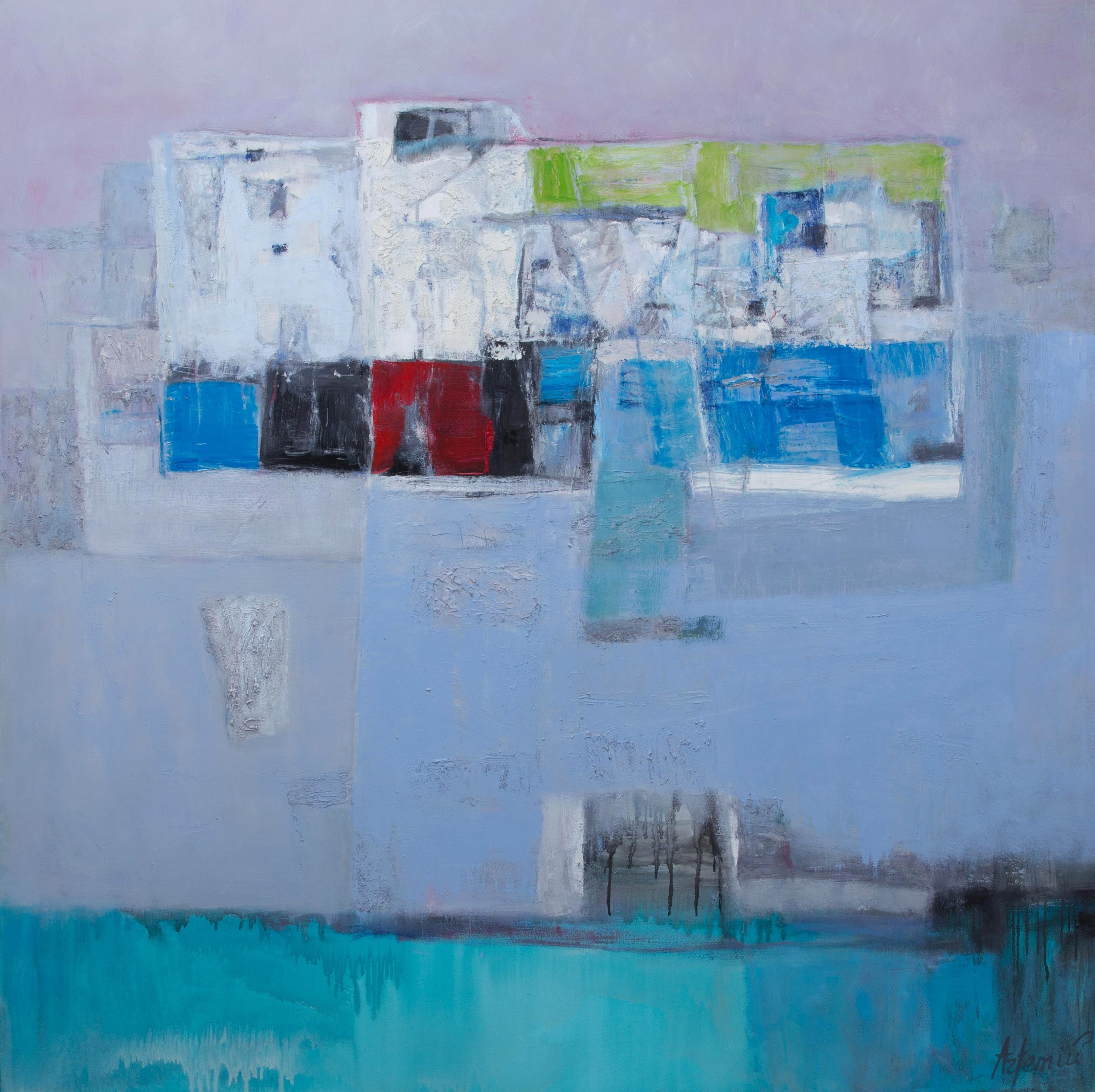
Pole przyciągania, 2016
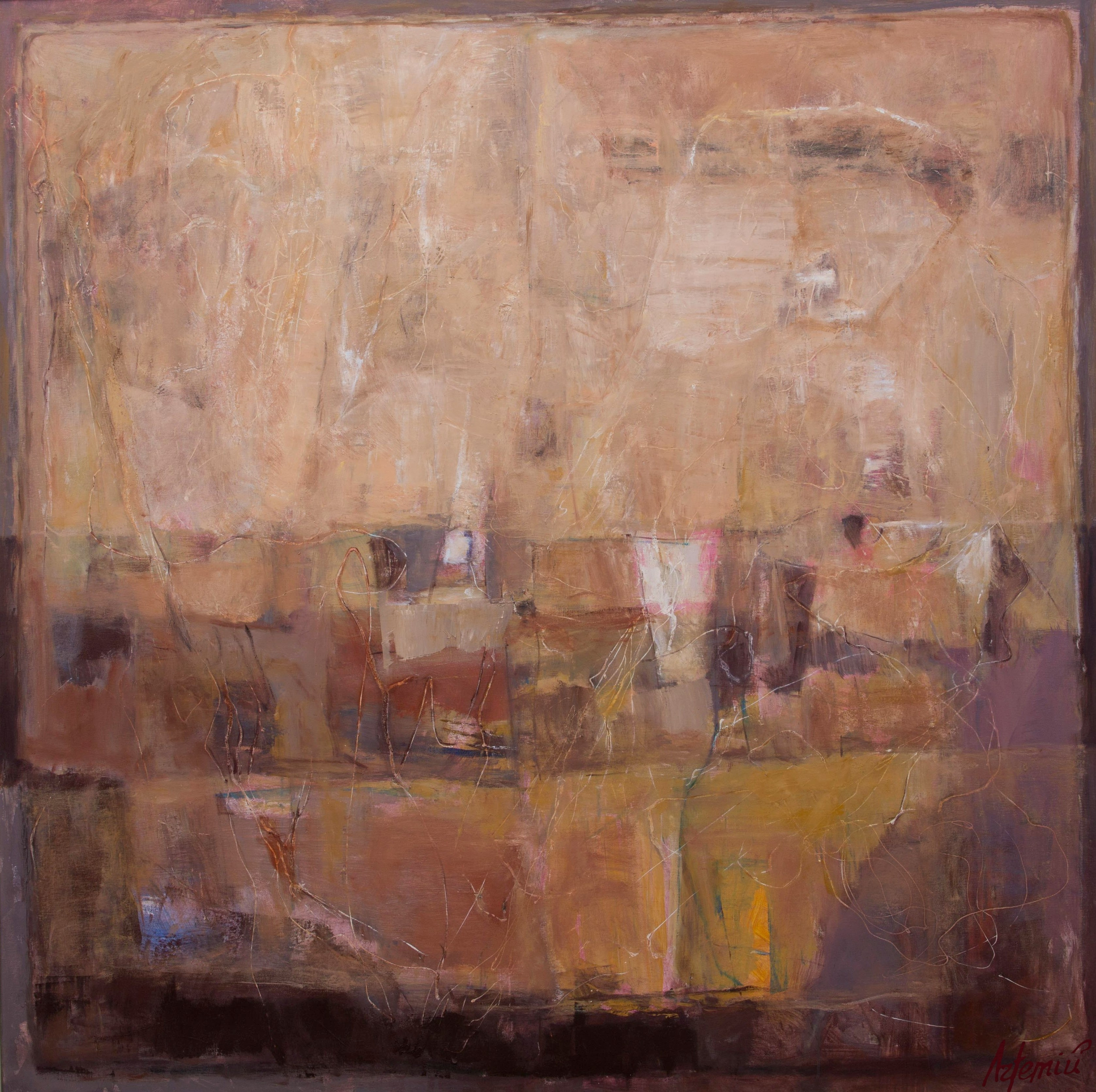
Powoli, 2015
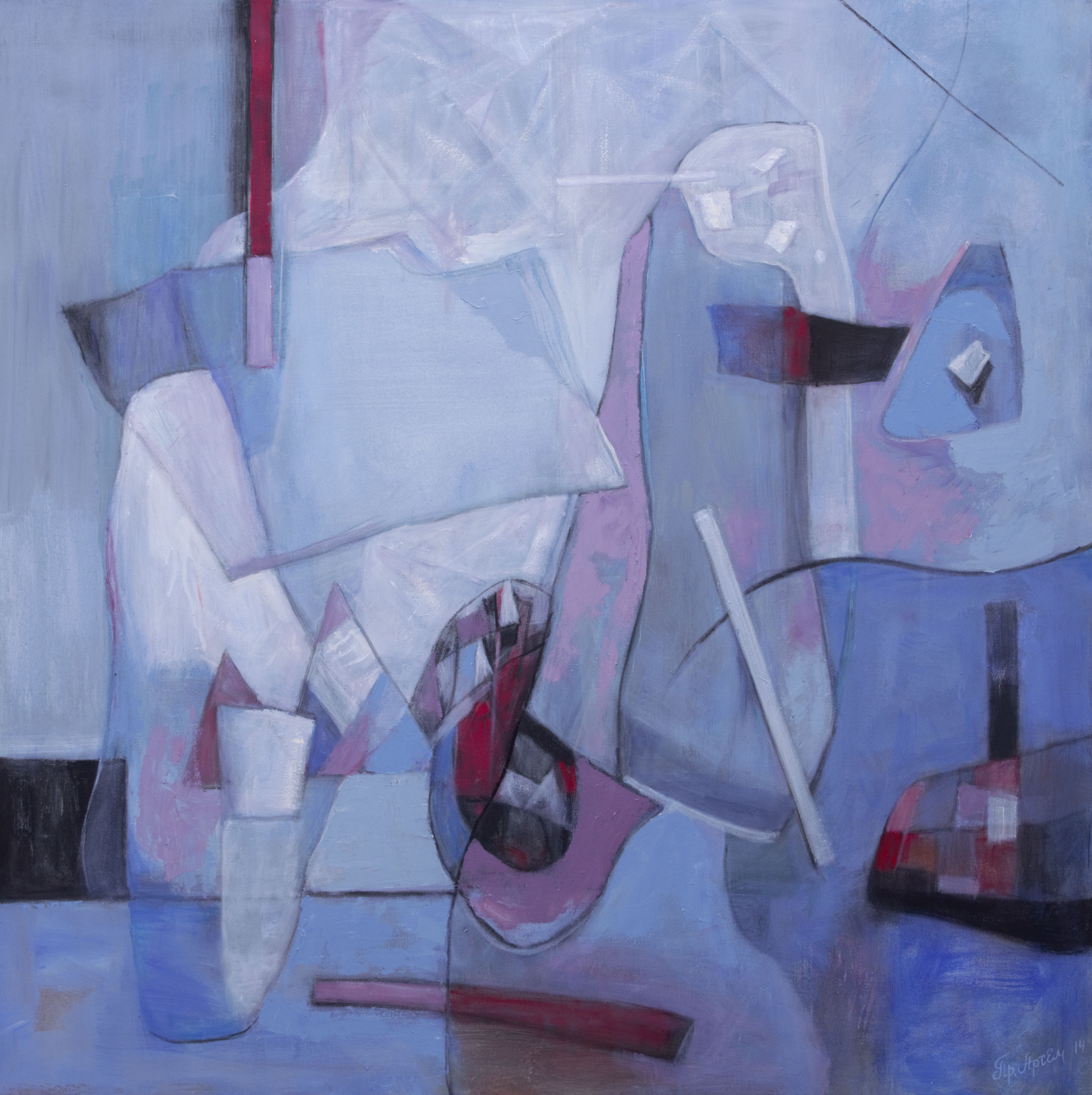
Początek snu, 2014
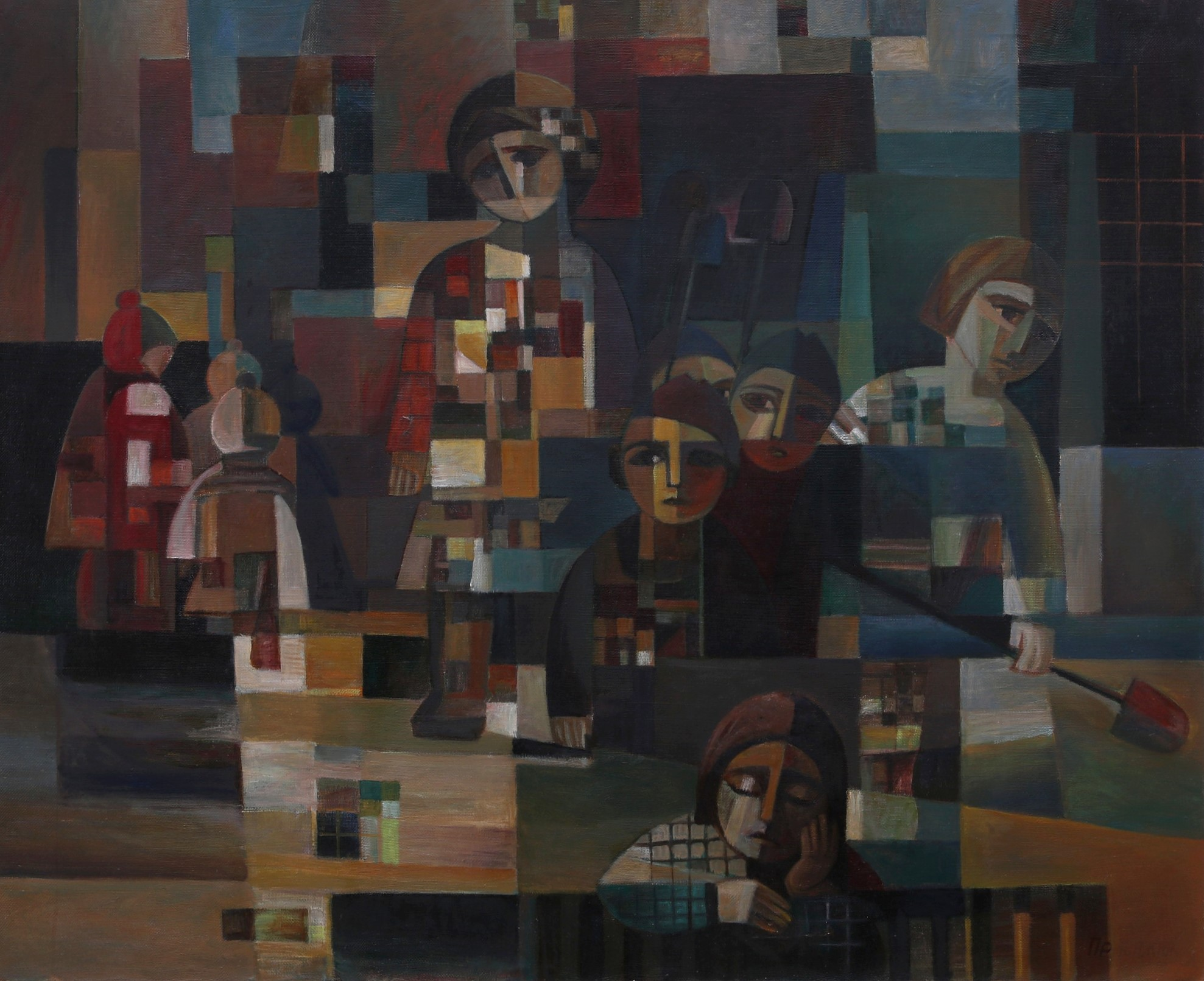
Szkoła z internatem, 1988
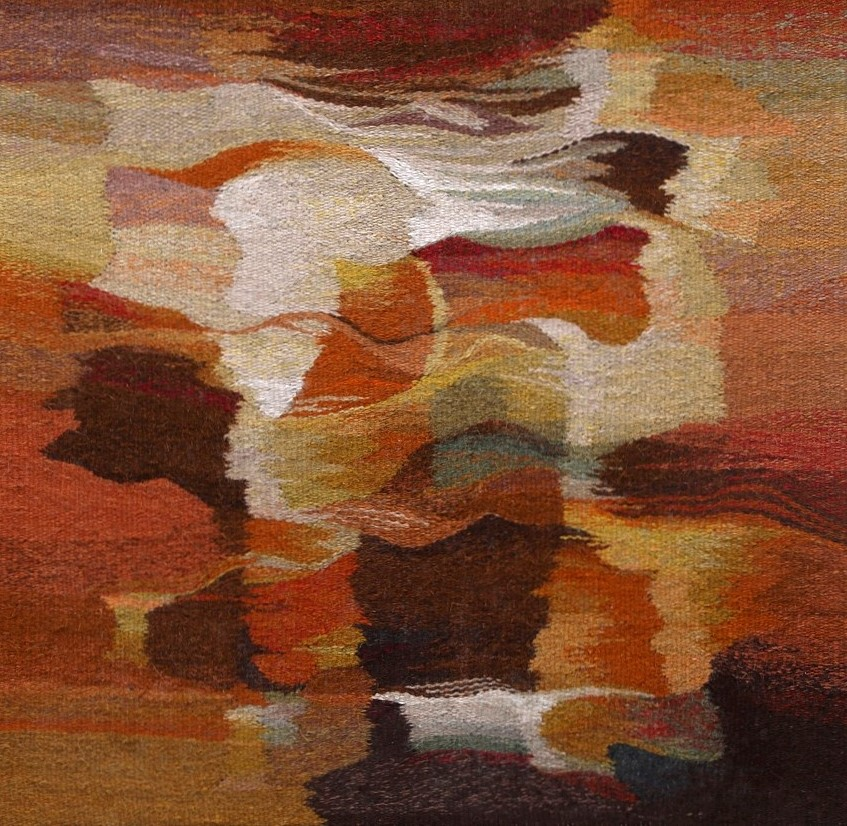
Złote runo, gobelin, 1990